# Pupo De Luca
Pupo De Luca, pseudonimo di Giovanni De Luca (Milano, 6 aprile 1926 – Lanzarote, 14 dicembre 2006), è stato un attore e musicista italiano.

## Biografia
De Luca inizia a suonare la batteria influenzato dalla musica jazz, che durante il fascismo si ascolta ancora clandestinamente. Nel dopoguerra intraprende una regolare attività concertistica. In quel periodo suona con diverse orchestre, e conosce tra gli altri un giovane sassofonista, Fausto Papetti, con cui lavorerà in seguito.
In breve tempo diventa uno dei più noti batteristi italiani, suona al fianco di nomi storici del jazz della penisola, come il chitarrista Franco Cerri, Enrico Intra, Gianni Basso e anche con musicisti stranieri come Chet Baker e Bud Shank.
A metà degli anni cinquanta forma il complesso I Menestrelli del Jazz, insieme ad Ezio Leoni alla fisarmonica, Ernesto Villa al contrabbasso, Fausto Papetti al sassofono e Giampiero Boneschi (in seguito sostituito da Gianfranco Intra) al pianoforte.
Il gruppo effettua molti spettacoli, e viene messo sotto contratto dalla Music di Walter Guertler, per cui incide alcuni dischi, sia 78 giri che album, anche con la denominazione tradotta in inglese The Minstrels Of Jazz.
Nel 1957 conosce un giovane pianista appassionato di jazz che suona anche in un gruppo di rock'n'roll: è Enzo Jannacci, che lo avvicina al mondo del cabaret. Nel 1958 è il batterista del Sestetto Azzurro del maestro Alberto Semprini (con lo stesso Semprini al pianoforte, Ebe Mautino all'arpa, Mario Migliardi all'organo Hammond, Walter Beduschi al basso e Bruno De Filippi alla chitarra), che suona sul disco di Nel blu dipinto di blu, accompagnando Domenico Modugno anche durante l'esibizione al Festival di Sanremo 1958.
Nel 1959 il gruppo "I menestrelli del Jazz" cambia la sua formazione esibendosi al Palazzo dell'arte di Milano con il pianista e cantante Max Onorari (in arte Marcellino), alla chitarra Felice Daccò, al basso Ernesto Villa, al vibrafono Alberto Baldan Bembo, al sax- clarinetto Glauco Masetti ed è con questa formazione, e poi cambiando il chitarrista con Ettore Cenci e il bassista con Marco Ratti, che il gruppo inizia a girare i migliori locali d'Italia, come "La canzone del mare" di Capri, "Le Cascine" di Napoli, "O' Sarracino" di Ischia, e ad avere successo anche alla "Fiera del Levante" di Bari o alle "Grotte del Piccione" di Roma. Tutti i componenti del gruppo "I menestrelli del Jazz" in quegli anni partecipano alle registrazioni in studio dei più importanti gruppi e cantanti italiani, sotto la direzione di maestri come Tony De Vita, Augusto Martelli, Ezio Leoni e molti altri. Dopo lo scioglimento del gruppo Glauco Masetti, Max Onorari, Marco Ratti ed il batterista Gian Piero Prina continuano l'attività esibendosi in numerosi concerti jazz.
Nel decennio successivo De Luca, insieme a Enrico Intra, Franco Nebbia e a Gianni Buongiovanni, apre il Derby Club, locale milanese che diventa il centro del nuovo cabaret, lanciando personaggi come Cochi e Renato, Felice Andreasi, Lino Toffolo, e contribuendo all'affermazione definitiva dello stesso Jannacci.
Nella seconda metà degli anni sessanta comincia anche a essere attivo come attore. Nel film di Carlo Lizzani Banditi a Milano del 1968, De Luca interpreta il proprietario della Fiat 1100 D usata dalla banda Cavallero per la rapina con sanguinoso inseguimento e sparatorie per le vie di Milano. Dal 1969 al 1971 interpreta il cuoco Fritz Brenner, dipendente dell'investigatore montenegrino Nero Wolfe, nella miniserie televisiva omonima prodotta dalla Rai. Nel 1976 dirige anche un film, L'inconveniente, rimasto inedito.

## Filmografia

### Cinema
- La vita agra, regia di Carlo Lizzani (1964)
- Svegliati e uccidi, regia di Carlo Lizzani (1966)
- Sette volte sette, regia di Michele Lupo (1968)
- Banditi a Milano, regia di Carlo Lizzani (1968)
- La controfigura, regia di Romolo Guerrieri (1971)
- L'arciere di fuoco, regia di Giorgio Ferroni (1971)
- La vacanza, regia di Tinto Brass (1971)
- Noi donne siamo fatte così, regia di Dino Risi (1971)
- Roma bene, regia di Carlo Lizzani (1971)
- ...continuavano a chiamarlo Trinità, regia di E.B. Clucher (1971)
- Decameron proibitissimo (Boccaccio mio statte zitto), regia di Marino Girolami (1972)
- Decameroticus, regia di Giuliano Biagetti (1972)
- Nonostante le apparenze... e purché la nazione non lo sappia... All'onorevole piacciono le donne, regia di Lucio Fulci (1972)
- Novelle galeotte d'amore, regia di Antonio Margheriti (1972)
- Decameron nº 2 - Le altre novelle del Boccaccio, regia di Mino Guerrini (1972)
- Finalmente... le mille e una notte, regia di Antonio Margheriti (1972)
- Le calde notti del Decameron, regia di Gian Paolo Callegari (1972)
- ...e poi lo chiamarono il Magnifico, regia di E.B. Clucher (1972)
- Elena sì... ma di Troia, regia di Alfonso Brescia (1973)
- Maria Rosa la guardona, regia di Marino Girolami (1973)
- Patroclooo!... e il soldato Camillone, grande grosso e frescone, regia di Mariano Laurenti (1973)
- Bruna, formosa, cerca superdotato, regia di Alberto Cardone (1973)
- Il tuo piacere è il mio, regia di Claudio Racca (1973)
- Primo tango a Roma - Storia d'amore e d'alchimia, regia di Lorenzo Gicca Palli (1973)
- Mamma... li turchi!, regia di Renato Savino (1973)
- Di Tresette ce n'è uno, tutti gli altri son nessuno, regia di Giuliano Carnimeo (1974)
- La svergognata, regia di Giuliano Biagetti (1974)
- Il venditore di palloncini, regia di Mario Gariazzo (1974)
- Manone il ladrone, regia di Antonio Margheriti (1974)
- Carnalità, regia di Alfredo Rizzo (1974)
- La ragazza di via Condotti, regia di German Lorente (1974)
- Anche gli angeli tirano di destro, regia di E.B. Clucher (1974)
- L'ammazzatina, regia di Ignazio Dolce (1974)
- Roma drogata la polizia non può intervenire, regia di Lucio Marcaccini (1975)
- Conviene far bene l'amore, regia di Pasquale Festa Campanile (1975)
- Le dolci zie, regia di Mario Imperoli (1975)
- La cognatina, regia di Sergio Bergonzelli (1975)
- La professoressa di lingue, regia di Demofilo Fidani (1976)
- Amore all'arrabbiata, regia di Carlo Veo (1976)
- I violenti di Roma bene, regia di Sergio Grieco e Massimo Felisatti (1976)
- Un toro da monta, regia di Roberto Mauri (1976)
- Il compromesso... erotico, regia di Sergio Bergonzelli (1976)
- Ring, regia di Luigi Petrini (1977)
- Teresa, regia di Dino Risi (1987)
- Verso sera, regia di Francesca Archibugi (1990)

### Regia
- L'inconveniente (1976)

### Televisione
- Nero Wolfe – serie TV, 10 episodi (1969-1971)
- La porta sul buio, regia di Mario Foglietti – miniserie TV, episodio 1x03 (1973)
- Ragazzo cercasi, regia di Giuliana Berlinguer – film TV (1974)
- Le mani sporche, regia di Elio Petri – sceneggiato televisivo (1978)
- Classe di ferro – serie TV (1989)
- Il vigile urbano – serie TV, episodio 1x01 (1989)
- Summer's Lease, regia di Martyn Friend – miniserie TV (1989)

## Discografia parziale

### Discografia solista
Album
- 1966 - A scuola con Pupo De Luca

Singoli
- 1964 - Dai dai twist